# Peter Bussler
Peter Bussler (* 29. November 1942 in Jena) ist ein in Cuxhaven ansässiger deutscher Heimatforscher, Autor, Dozent und freier Journalist, der seit Mitte der 1980er Jahre  durch zahlreiche Veröffentlichungen zur Geschichte und Kunstgeschichte des Raumes im nördlichen Elbe-Weser-Gebiet bekannt geworden ist.

## Leben
Peter Bussler besuchte ab 1952 die Gymnasien in Oerlinghausen (NRW) sowie Sulz am Neckar und Horb am Neckar (Baden-Württemberg). 1962 erfolgte zunächst der Eintritt in die Bundesmarine der Bundeswehr mit einer Ausbildung zum Fluglotsen mit zwei Lizenzen (Landekontrolle, Anflugkontrolle) in den Jahren 1962 bis 1968.
Während seiner aktiven Dienstzeit als Berufsoffizier (bis Ende 1992) widmete sich Bussler seit der ersten Hälfte der 1980er Jahre intensiv der Heimatforschung mit den Schwerpunkten der Kunstgeschichte im Raum Cuxhaven, Hadeln und Wursten sowie allen nur denkbaren historischen Themen des Elbe-Weser-Gebietes. Mit rund 1300 Zeitungs- und Zeitschriftenbeiträgen, populärwissenschaftlichen  Buchveröffentlichungen und Buchbeteiligungen sowie Vorträgen und diversen Auftritten in öffentlichen Medien (Regionalfernsehen, Rundfunk) hat er seine Forschungsergebnisse breiten Bevölkerungsschichten zugänglich gemacht. In der zweiten Hälfte der 1970er Jahre erfolgte bereits der Aufbau eines „Heimatarchivs Cuxhaven“, das zu den größten Privatarchiven im nördlichen Elbe-Weser-Raum zählt.

## Schriften (Auswahl)
- Friedrich Mißfeldt – Ein Maler norddeutscher Landschaft. Dr. Moritzen Itzehoe, 1989, ISBN 3-9802110-1-0.
- Malerparadies auf Zeit. Verlagsgesellschaft Cuxhaven, 1986, ISBN 3-920709-16-0.
- Der Holzschneider und Maler Wilhelm Laage – Ein deutscher Frühexpressionist in Cuxhaven.  Hardewiek Verlag, Cuxhaven 1992, ISBN 3-929337-01-0.
- Ernst Gock – Ein Cuxhavener Malerleben. Niederelbe Verlag Herbert Huster, Otterndorf 1993, ISBN 3-924239-25-8.
- Schützenswerte Landschaften und Landschaftsteile im Raum Cuxhaven. Jubiläumsschrift. Herausgeber: Bund für Umwelt- und Naturschutz Deutschlands, Cuxhaven Dezember 1994.
- 100 Jahre Cuxhavener Malerkolonie Duhnen-Altenwalde-Altenbruch. Verlagsgesellschaft Cuxhaven, 1995, ISBN 3-920709-39-X.
- Cuxhaven und Ritzebüttel in der graphischen Darstellung des 19. Jahrhunderts. (= Sonderveröffentlichungen des Heimatbundes der Männer vom Morgenstern. Neue Reihe. Band 29). Müller Ditzen, Bremerhaven 1997, ISBN 3-931771-29-6.
- Historisches Stadtlexikon für Cuxhaven. herausgegeben vom Heimatbund Männer vom Morgenstern. Müller Ditzen, Bremerhaven 2002, ISBN 3-931771-36-9.
- Historisches Lexikon der bildenden Künstler für Cuxhaven und Umgebung. (= Sonderveröffentlichungen des Heimatbundes der Männer vom Morgenstern. Neue Reihe. Band 41). Müller Ditzen, Bremerhaven 2004, ISBN 3-931771-41-5. (Mit 19 gesammelten Künstleraufsätzen des Autors)
- Badehausallee 2. Das „Kalte Badehaus“ am Döser Seedeich. Geschichte und Geschichten um das heutige Wohnhaus Badehausallee 2. Verlag Rauschenplat, Cuxhaven 2005, ISBN 3-935519-19-2.
- Einhundert Jahre Carl Langhein in Otterndorf (für Prof. Carl Langhein Stiftung in Hamburg/Hrsg.), Mottendruck GmbH, Hamburg 2007.
- Das geschichtsträchtige Hafenbollwerk Alte Liebe und der Semaphor. In: Niedersächsisches Innenministerium (Hrsg.): Niedersachsenbuch 2007. Cuxhaven. CW Niemeyer-Druck, Hameln 2007, ISSN 0946-5588, S. 105–110.
- An der Nordseeküste – Wursten, Cuxhaven, Hadeln. Reiseliteratour mit Peter Bussler. Atelier im Bauernhaus, Fischerhude 2008, ISBN 978-3-88132-225-6.
- Der Holzschneider und Maler Wilhelm Laage. Deutscher Frühexpressionismus in Cuxhaven. Atelier im Bauernhaus, Fischerhude 2008, ISBN 978-3-88132-067-2.
- Karl Otto Matthaei 1863–1931. Atelier im Bauernhaus, Fischerhude 2009, ISBN 978-3-88132-126-6.
- 700 Jahre Stickenbüttel – Ein Ortsteil im Spiegel seiner geschichtlichen Entwicklung. August Rauschenplat, Cuxhaven 2010, ISBN 978-3-935519-32-8.
- Grimmershörn – Geschichte der Cuxhavener Bucht zwischen gestern und heute.  Verlag August Rauschenplat, Cuxhaven 2011, ISBN 978-3-935519-25-0.
- Duhner Künstlerpost – Grüße und Botschaften auf Künstlerkarten der Malerkolonie Duhnen-Altenwalde. Verlag August Rauschenplat, Cuxhaven 2012, ISBN 978-3-935519-41-0.
- Cuxhavener Geschichten – Heiteres und Wissenswertes von der Elbmündung. Verlag Atelier im Bauernhaus, Fischerhude 2013, ISBN 978-3-88132-198-3.
- 200 Jahre Seebad Cuxhaven 1816–2016 (für Nordseeheilbad Cuxhaven GmbH). Verlag Müller Ditzen, Bremerhaven 2016, ISBN 978-3-00-052257-4.
- Neuwerk – Insel im Wattenmeer, Verlag Atelier im Bauernhaus. Fischerhude 2016, ISBN 978-3-88132-975-0.
- Sturmfluten bedrohen Cuxhavens Küste – Der Blanke Hans als ständige Herausforderung. Verlag Müller Ditzen, Bremerhaven 2021, ISBN 978-3-00-069652-7.
- Das Amt Ritzebüttel und sein Schloss – Keimzelle der Stadt Cuxhaven. Verlag Müller Ditzen, Bremerhaven 2022, ISBN 978-3-00-072279-0.

## Rezensionen (Auswahl)
- Hans-Eckardt Dannenberg: Rezension von: Peter Bussler: „Malerparadies auf Zeit“, Verlagsgesellschaft Cuxhaven mbH & Co Cuxhavener Nachrichten, Cuxhaven 1986. In: Zwischen Elbe und Weser. Jg. 6, Heft 1/1986.
- Johannes Göhler: Rezension von Peter Bussler: „Cuxhaven und Ritzebüttel in der graphischen Darstellung des 19. Jahrhunderts“,  Verlag Müller Ditzen, Bremerhaven 1997. In: Niederdeutsches Heimatblatt. Nr. 578, Nordsee-Zeitung Bremerhaven, Ausgabe Februar 1998.
- Elke Grapenthin: Rezension von Peter Bussler: „Cuxhaven und Ritzebüttel in der graphischen Darstellung des 19. Jahrhunderts“, Verlag Müller Ditzen, Bremerhaven 1997. In: Jahrbuch der Männer vom Morgenstern. Nr. 79,  Verlag Müller Ditzen, Bremerhaven 2001, S. 279.
- Hartmut Bickelmann: Rezension von: Peter Bussler: „Historisches Stadtlexikon für Cuxhaven“. Verlag Müller Ditzen, Bremerhaven 2002. In: Jahrbuch der Männer vom Morgenstern. Nr. 82, Verlag Müller Ditzen, Bremerhaven 2003, S. 186.

## Ehrungen und Auszeichnungen (Auswahl)
Aufgrund seines vielfältigen kulturellen Engagements auf unterschiedlichen Gebieten wurden dem Heimatforscher Peter Bussler eine Reihe von Auszeichnungen und Ehrungen zuteil:
- Verleihung des Bundesverdienstkreuzes am Bande durch den Bundespräsidenten Roman Herzog am 6. Dezember 1996.
- Auszeichnung mit Geldprämie für sein intensives Russland-Engagement durch die renommierte Organisation „Deutsch-Russisches Forum e. V.“ (Robert-Bosch-Stiftung), überreicht im Schloss Bellevue in Berlin durch den Bundespräsidenten Johannes Rau am 7. März 2002.
- Ehrenmitgliedschaft der Ernst-Gock-Gesellschaft für die Verdienste um die Erforschung von Leben und Werk des bedeutenden bildenden Künstlers Ernst Gock am 26. September 2003.
- Presseclubnadel in Gold des 1969 gegründeten Presseclubs Cuxhaven im Dezember 2007
- Dankesurkunde für die Unterstützung bei der Entwicklung der russisch-deutschen Beziehungen im Konsularbezirk Nowosibirsk aus den Händen des Deutschen Generalkonsuls Michael Cantzler am 10. April 2008.
- Verleihung der Medaille „Schloss Ritzebüttel“ (Schloss-Medaille) am 15. März 2008 durch den Cuxhavener Oberbürgermeister Arno Stabbert in Anerkennung der besonderen Verdienste um das Gemeinwesen.[2]
- Verleihung des Verdienstkreuzes 1. Klasse des Verdienstordens der Bundesrepublik Deutschland am 22. Dezember 2009 (2. Bundesverdienstkreuz. Ausgestellt am 19. August 2009 durch Bundespräsident Horst Köhler).[3]